# Araneus speculabundus
Araneus speculabundus är en spindelart som först beskrevs av Ludwig Carl Christian Koch 1871.  Araneus speculabundus ingår i släktet Araneus och familjen hjulspindlar. Inga underarter finns listade i Catalogue of Life.